# Ana María Vicuña
Ana María Teresa Gregoria Vicuña Navarro (Santiago, 9 de maio de 1947) é uma filosofa, professora de línguas clássicas e ética  de nacionalidade chilena. Filha do poeta nacional José Miguel Vicuña e da escritora nacional Eliana Navarro Barahona, também é neta do político e advogado Carlos Vicuña Fontes. Suas publicações mantiveram-se dentro da corrente da filosofia para meninos, destacando o livro "Manuel e Camila perguntam-se: Como deveríamos viver? Reflexões sobre a Moral" em colaboração com Celso López e Ernst Tugendhat.